# Operación Príncipe
El secuestro de Carlos Carreño, también conocido como "Operación Príncipe" fue una acción de propaganda armada desarrollada por la organización guerrillera Frente Patriótico Manuel Rodríguez, entre el 1 de septiembre de 1987 y el 3 de diciembre de 1987, y que consistió en la captura y retención bajo amenaza de muerte del Coronel de Ejército Carlos Carreño Barrera, subdirector de la Fábricas y Maestranzas del Ejército de Chile (FAMAE). El militar fue liberado tras 92 días de cautiverio en la ciudad brasileña de São Paulo.

## Desarrollo
A las 7:15 del 1 de septiembre de 1987, al salir de su casa en la comuna de La Reina, el coronel Carlos Carreño, de 39 años, perteneciente al arma de ingenieros, fue encañonado y obligado a subir a un furgón utilitario que simulaba trabajar para la empresa EMOS en la reparación de una alcantarilla frente a su domicilio, por seis miembros del FPMR. Luego del altercado, los frentistas huyeron del sitio del suceso hacia una lugar establecido con anterioridad. Antes de atardecer, el diario La Época recibió una aviso anónimo por teléfono, el cual indicaba información importante a modo de comunicado. Se trataba de un sobre blanco, el cual fue hallado en un papelero de un baño público del centro de la capital del país y que adjudicaba al FPMR del secuestro del uniformado, además de confirmar los datos obtenidos de las tramas comunicacionales.
Inmediatamente de ocurridos los hechos se tendió un cerco militar sobre todo Santiago y la investigación de los hechos recayó sobre la Fiscalía Militar a cargo del fiscal Fernando Torres Silva. Alfredo Soiza Piñeiro, un miembro de la Iglesia católica, comenzó a hacer de mediador entre el FPMR y la dictadura, la cual se opuso terminantemente a negociar. Durante todo este período se realizaron grandes operativos militares, allanamientos sectoriales y numerosas detenciones de opositores al régimen militar.
Carreño fue recluido durante las tres primeras semanas en un cuarto subterráneo de unos seis metros cuadrados, sin poder bañarse ni cambiarse de ropa. Luego permaneció en otros dos refugios habilitados por el FPMR para la ocasión. Durante su reclusión, el uniformado no fue golpeado ni amenazado, por lo que nunca temió por su vida. Tanto así, que para matar el ocio conversaba con sus secuestradores sobre temas políticos. Su mayor preocupación era un posible intento de rescate por parte de las autoridades, pues estaban rodeados de explosivos. Aunque nunca vio los rostros de sus captores, por las voces concluyó que eran jóvenes.
El 23 de septiembre, la policía logró detener al frentista Juan Carlos Cancino Acevedo acusado de ser uno de los secuestradores. Un mes más tarde fue detenida su hermana Patricia. En el marco de otro operativo, el 1 de noviembre fue detenida Karin Eitel Villar, quien fue acusada de ser la vocera del Frente ante el secuestro del comandante. A pesar de estas detenciones, la policía no pudo obtener mayores antecedentes del paradero de Carreño.

## Negociaciones
El FPMR comenzó a comunicarse indirectamente con Soiza Piñeiro para explicar cuales eran las condiciones para liberar al militar; la publicación de una proclama política en todos los medios de prensa chilenos, el canje por algunos prisioneros políticos y el reparto de víveres, ropa, juguetes y materiales de construcción en 13 poblaciones de Santiago. Aunque las demandas estaban dirigidas a la familia de Carreño, el destinatario final de estas peticiones era el gobierno. La postura del gobierno ante estas condiciones fue de rechazo, indicando el propio dictador Augusto Pinochet que en estos casos no se podía actuar con miramientos, y que sería necesaria la mayor dureza posible. Debido a esto, las negociaciones entre el FPMR y la familia de Carreño prosiguieron con escaso éxito durante los meses de octubre y noviembre de 1987.

## Aparición en Brasil
Finalmente Carlos Carreño fue liberado a las 16 horas del 3 de diciembre en la ciudad brasileña de São Paulo, luego de 92 días de cautiverio. Carreño fue sacado hasta Brasil por un paso fronterizo clandestino, disfrazado y viajando como pasajero en el asiento trasero de una camioneta. Ante el riesgo de perder la vida, Carreño aceptó colaborar con su papel de pasajero durante el maratónico viaje que incluyó el sur de Chile, Argentina, y finalmente Brasil.
Vestido con un traje de color marrón que sus secuestradores le compraron antes de liberarlo, el coronel apareció en la entrada del periódico  O Estadão de São Paulo. Su liberación se produjo luego que su familia pagara 13 camionadas de ropa y comida, que fueron distribuidas en poblaciones pobres de Santiago, y que los frentistas se desistieran de su principal demanda: la liberación de algunos presos políticos.